# Landmärke

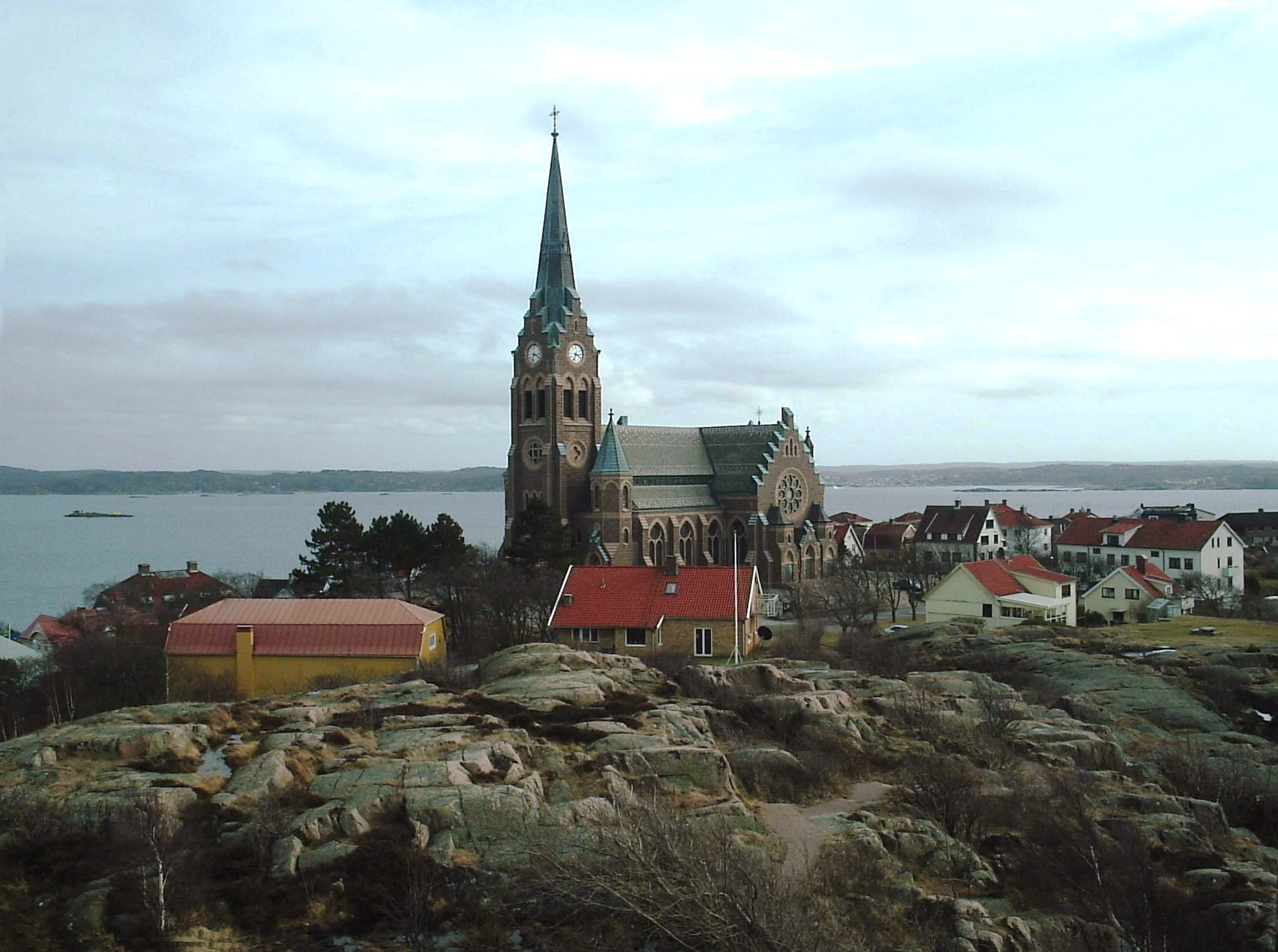
Lysekils kyrka är ett välkänt landmärke vid Bohuskusten.

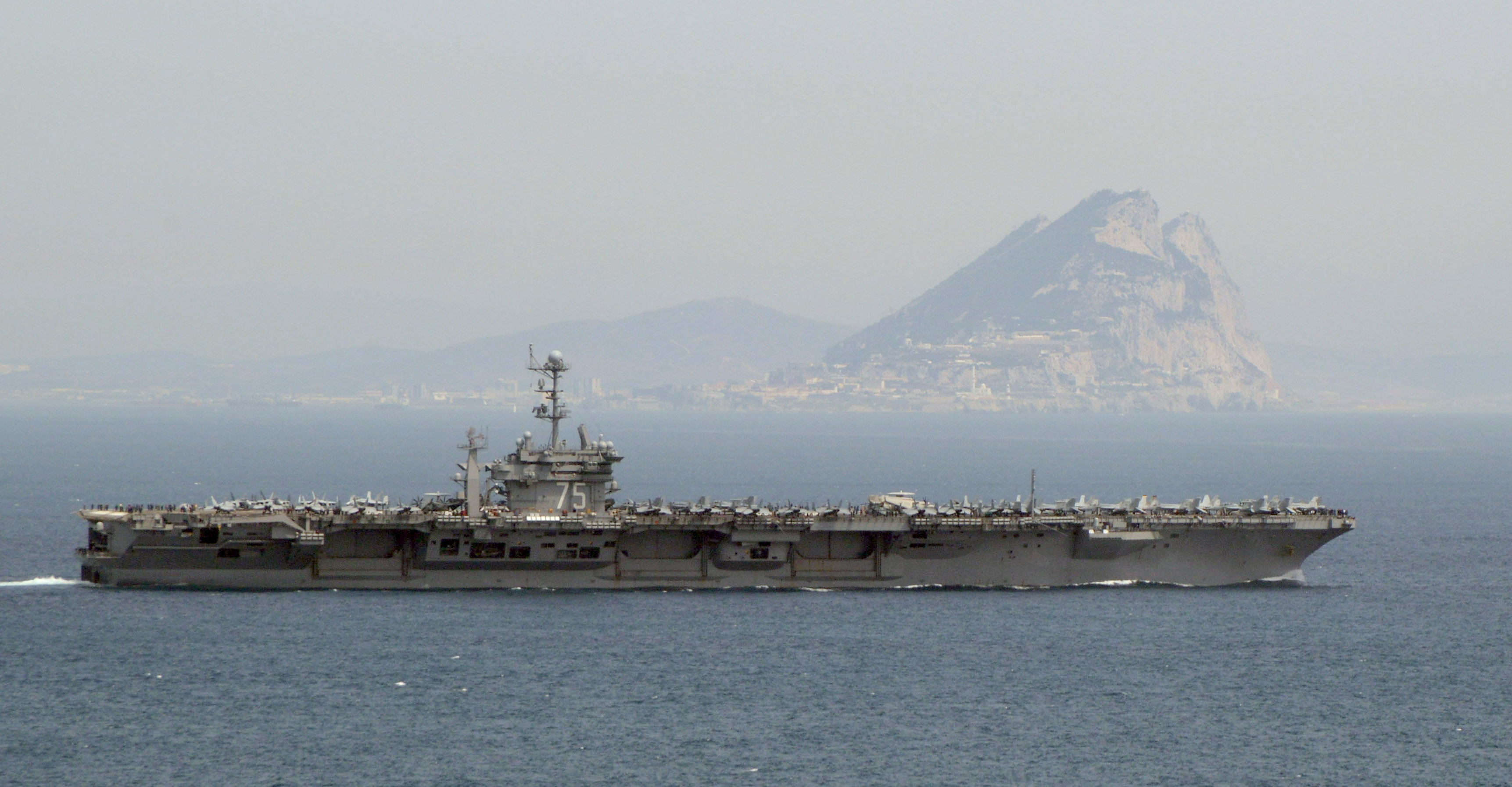
Gibraltarklippan är ett urgammalt landmärke vid sundet som sammanbinder Atlanten med Medelhavet. Här passerar USS Harry S. Truman.

Landmärke kallas en lättigenkännlig landformation eller byggnad som tydligt kan ses på håll och som därigenom fungerar som vägledning för navigation till sjöss eller lands. På grund av sin betydelse vid navigation är de ofta utmärkta på kartor. Vanliga exempel på landmärken är speciellt utformade klippformationer, stora stenar, kummel, fyrar, kyrktorn, vindkraftverk och industribyggnader men även till exempel ett ensamt stående träd kan utgöra landmärke.

## Överförd betydelse
Begreppet landmärke används ibland i överförd bemärkelse för något föremål eller någon företeelse i andra sammanhang som skall väcka uppmärksamhet. Beträffande byggnadsverk används termen signaturbyggnad, och användning av begreppet landmärke i sådant avseende är att betrakta som en direkt överföring (anglicism) från engelskans landmark, vilket annars brukar översättas med milstolpe eller sevärdhet. En signaturbyggnad som kan ses och identifieras på långt håll kan i praktiken fungera som landmärke.